# Zetman
Zetman (ゼットマン?, Zettoman) è un manga di Masakazu Katsura (già autore di Video Girl Ai e I"s) uscito tra il 2002 e il 2014. Basandosi sull'omonima storia breve pubblicata nel 1994, Katsura disegna un personaggio sostanzialmente nuovo, contando sui suoi dieci anni in più di esperienza sulle spalle. In una intervista Katsura ha affermato che i personaggi di Koga e Jin sono ispirati alle due personalità del supereroe della DC Comics Batman.
L'anime di 13 episodi prodotto in Giappone nel 2012 è inedito in Italia.

## Trama
I player, mostri crudeli e pericolosi creati in laboratorio dalla misteriosa Amagi Corporation, sono utilizzati come bestie da combattimento per sadici giochi su cui scommettono numerosi magnati e personaggi facoltosi. Un giorno, senza preavviso, i player organizzano una ribellione, compiono una strage e riescono a fuggire dalla cattività arrivando a mescolarsi con la gente comune. Il presidente dalla Amagi Corporation, il vecchio Amagi, responsabile della sciagura, decide di dedicare il resto della sua vita a combattere i player, cercandoli e scovandoli con tutti i mezzi a sua disposizione, fino alla creazione di Z.E.T., un essere perfetto, forte, veloce ed imbattibile, con il solo scopo di eliminare tutti i player in circolazione. Il dottor Goro Kanzaki, uno degli scienziati di Amagi, riesce a dare vita al piccolo Jin, un bambino destinato a diventare Z.E.T., ma, ripensandoci, decide di fuggire con il bambino e sparire dalla circolazione. Il piccolo Jin si ritrova però presto solo, dopo che un player è riuscito a scovarli ed eliminare Kanzaki. Con la morte di Kanzaki si perde così il segreto di come trasformare Jin nell'essere perfetto, Z.E.T., essendo lo scienziato l'unico a conoscerne il procedimento. Il presidente Amagi, che negli anni non si è mai arreso, riesce a ritrovare un Jin ormai ragazzo, ma ogni tentativo di farlo trasformare si rivela un insuccesso. Intanto i player più evoluti hanno dato vita ad una misteriosa organizzazione, chiamata Evol, che intende liberarsi di Z.E.T., e dopo aver trovato il laboratorio nascosto di Amagi, lo attaccano distruggendolo, ma Jin riesce a salvarsi. Il presidente Amagi ha due nipoti, Konoha e Koga Amagi: Konoha, coetanea di Jin, lo aveva conosciuto da bambina e ne è da sempre segretamente innamorata; Koga invece cova l'ambizione di diventare un supereroe e a tale necessità si fa costruire un costume speciale a imitazione di un personaggio dei cartoni animati che guardava da bambino di nome Alphas.

## Media

### One-shot
Il manga nasce da un'idea che Masakazu Katsura aveva già sviluppato in una pubblicazione del 1994, intitolata Zetman, che raccoglieva quattro storie brevi apparse su Weekly Shōnen Jump tra il 1989 e il 1994.

### Manga
Zetman inizia ad essere serializzato come serie a lungo termine sulla stessa rivista dal 31 ottobre 2002 con l'uscita del primo capitolo, raccolto poi in tankōbon dal novembre 2003 e completato nel 2014. Conta 20 volumi.
Fuori dal Giappone, il manga è pubblicato dalla Editorial Ivrea in Argentina, dal Grupo Editorial Vid in Messico, dalla Star Comics in Italia, da Glénat in Spagna e in Francia da Tonkam.

### Anime

Logo della serie

La trasposizione in anime di Zetman è iniziata il 2 aprile 2012. Diretto da Osamu Nabeshima, con sceneggiatura di Atsuhiro Tomioka e character design di Hirotoshi Takaya, le musiche sono curate dal compositore italiano Gabriele Roberto.
L'anime è inedito in Italia.

#### Episodi
| Nº | Giapponese 「Kanji」 - Rōmaji       | In onda        | In onda |
| Nº | Giapponese 「Kanji」 - Rōmaji       | Giapponese     |         |
| 1  | 「未熟な感情」 - Mijuku na kanjō    | 2 aprile 2012  |         |
| 2  | 「紅蓮の中で」 - Guren no naka de   | 9 aprile 2012  |         |
| 3  | 「涙」 - Namida                     | 16 aprile 2012 |         |
| 4  | 「疫病神」 - Ekibyōgami             | 23 aprile 2012 |         |
| 5  | 「アルファス」 - Arufasu            | 30 aprile 2012 |         |
| 6  | 「人質」 - Hitojichi                | 7 maggio 2012  |         |
| 7  | 「暴きの輪」 - Abaki no wa          | 14 maggio 2012 |         |
| 8  | 「普通の家族」 - Futsū no kazoku    | 21 maggio 2012 |         |
| 9  | 「形見の行方」 - Katami no namegata | 28 maggio 2012 |         |
| 10 | 「パーティー」 - Patei              | 4 giugno 2012  |         |
| 11 | 「操り人形」 - Ayatsuri ningyō      | 11 giugno 2012 |         |
| 12 | 「赤い杭」 - Akai kui               | 18 giugno 2012 |         |
| 13 | 「葬列」 - Sōretsu                  | 25 giugno 2012 |         |

#### Colonna sonora
Sigla di apertura
- dots and lines cantata da You Hitoto & Mummy-D

Sigla di chiusura
- Tomeru cantata da You Hitoto

## Doppiaggio
- Daisuke Namikawa, Romi Paku (giovane): Jin Kanzaki
- Mamoru Miyano, Yuki Kaida (giovane): Kouga Amagi
- Aya Hisakawa: Yoko Suzuki
- Ayumi Fujimura: Mayu Hashimoto
- Eiji Ito: Dr. Sugita
- Kana Hanazawa: Konoha Amagi
- Katsunosuke Hori: Jiro Nakata
- Kenichi Suzumura: Hayami
- Kōji Yusa: Seiji Haitani
- Mariya Ise: Hanako Tanaka
- Masashi Hirose: Seizou Amagi
- Mitsuo Senda: Gorou Kanzaki
- Naomi Kusumi: Mamoru Kabe
- Rikiya Koyama: Soujinin
- Risa Hayamizu: Akemi Kawakami
- Shōzō Iizuka: Mitsugai Amagi
- Taiten Kusunoki: Black Suit B
- Takayuki Sugō: Ispettore Sayama
- Yūya Uchida: Black Suit A
- Daisuke Matsuo: Futoshi Maruyama
- Kozue Harashima: Female teacher
- Tarusuke Shingaki: Takayuki Hige
- Yukito Souma: Agou Shimura